# Jackson Stewart
Jackson Stewart (* 30. Juni 1980 in Los Gatos) ist ein ehemaliger US-amerikanischer Radrennfahrer.

## Karriere
Stewart war auf der Bahn aktiv und wurde 2003 US-amerikanischer Meister im Madison. Er gewann auch zahlreiche Cyclocross-Rennen, darunter 2003 auch das im internationalen Kalender aufgeführte Northampton Cyclocross.
Seine internationale Karriere im Straßenradsport begann 2002 bei dem US-amerikanischen Radsportteam Ofoto-Lombardi Sports und gewann einige Rennen des US-amerikanischen Radsportkalenders. 2005 wechselte er zu Kodakgallery.com-Sierra Nevada, für das er 2006 den Lancaster Classic gewann. Von 2007 bis zum Ende der Saison 2009 fuhr er für das BMC Racing Team. In seinem ersten Jahr dort war er mit dem Team beim Mannschaftszeitfahren des Giro della Regione Friuli Venezia Giulia erfolgreich.

## Erfolge
2003
- US-amerikanischer Meister – Madison (mit Erik Saunders)

2003
- Northampton Cyclocross

2006
- Lancaster Classic

2007
- Mannschaftszeitfahren Giro della Regione Friuli Venezia Giulia

## Teams
- 2002–2004 Ofoto-Lombardi Sports
- 2005 Kodak Easyshare Gallery-Sierra Nevada
- 2006 Kodakgallery.com-Sierra Nevada
- 2007–2009 BMC Racing Team